# Annick Obonsawin
Annick Obonsawin (Toronto, 12 ottobre 1983) è una doppiatrice canadese.

## Personaggi dei cartoni
- Inessa in Cyberchase
- Molletta nel Franklin
- Alicia Gianelli nella Le Avventure della Shirley Holmes
- Dixie nella Touched
- Slappy e Sari Hassid in Piccoli brividi
- Sierra in Total Drama World Tour
- Sierra in Total Drama All Stars